# Sobolivka, Brusîliv
Sobolivka (în ucraineană Соболівка) este localitatea de reședință a comunei Sobolivka din raionul Brusîliv, regiunea Jîtomîr, Ucraina.

## Demografie
Componența lingvistică a localității Sobolivka
     Ucraineană (98,6%)
     Rusă (1,4%)
Conform recensământului din 2001, majoritatea populației localității Sobolivka era vorbitoare de ucraineană (98,6%), existând în minoritate și vorbitori de rusă (1,4%).

## Legături externe
- pl Sobolówka (5), wieś nad bezimiennym, lewobocznym dopływem Irpienia în Dicționarul geografic al Regatului Poloniei și al altor țări slave, volum X (Rukszenice — Sochaczew) 1889